# Ruth Sheen
Ruth Sheen (ur. 1950 w Londynie) – brytyjska aktorka filmowa, teatralna i telewizyjna.
Znana ze stałej współpracy z reżyserem Mikiem Leigh, z którym jak dotychczas współpracowała przy sześciu filmach: Wysokie aspiracje (1988), Sekrety i kłamstwa (1996), Wszystko albo nic (2002), Vera Drake (2004), Kolejny rok (2010) i Pan Turner (2014). Za rolę w pierwszym z tych filmów Sheen zdobyła Europejską Nagrodę Filmową dla najlepszej aktorki.